# 福井県道216号常神三方線
福井県道216号常神三方線（ふくいけんどう216ごう つねがみみかたせん）は福井県三方上中郡若狭町内にある国道と集落を結ぶ一般県道である。

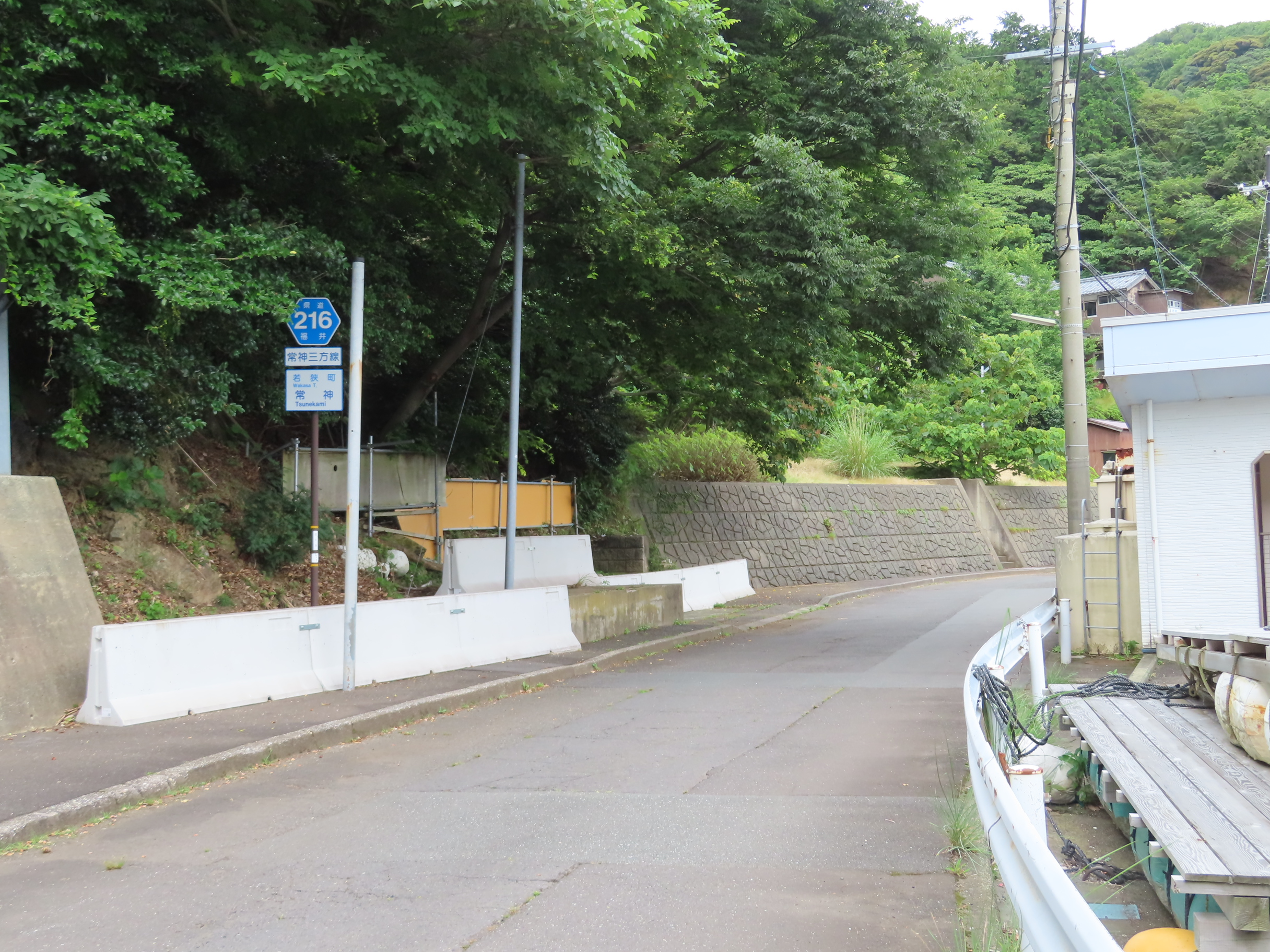
常神（起点付近）

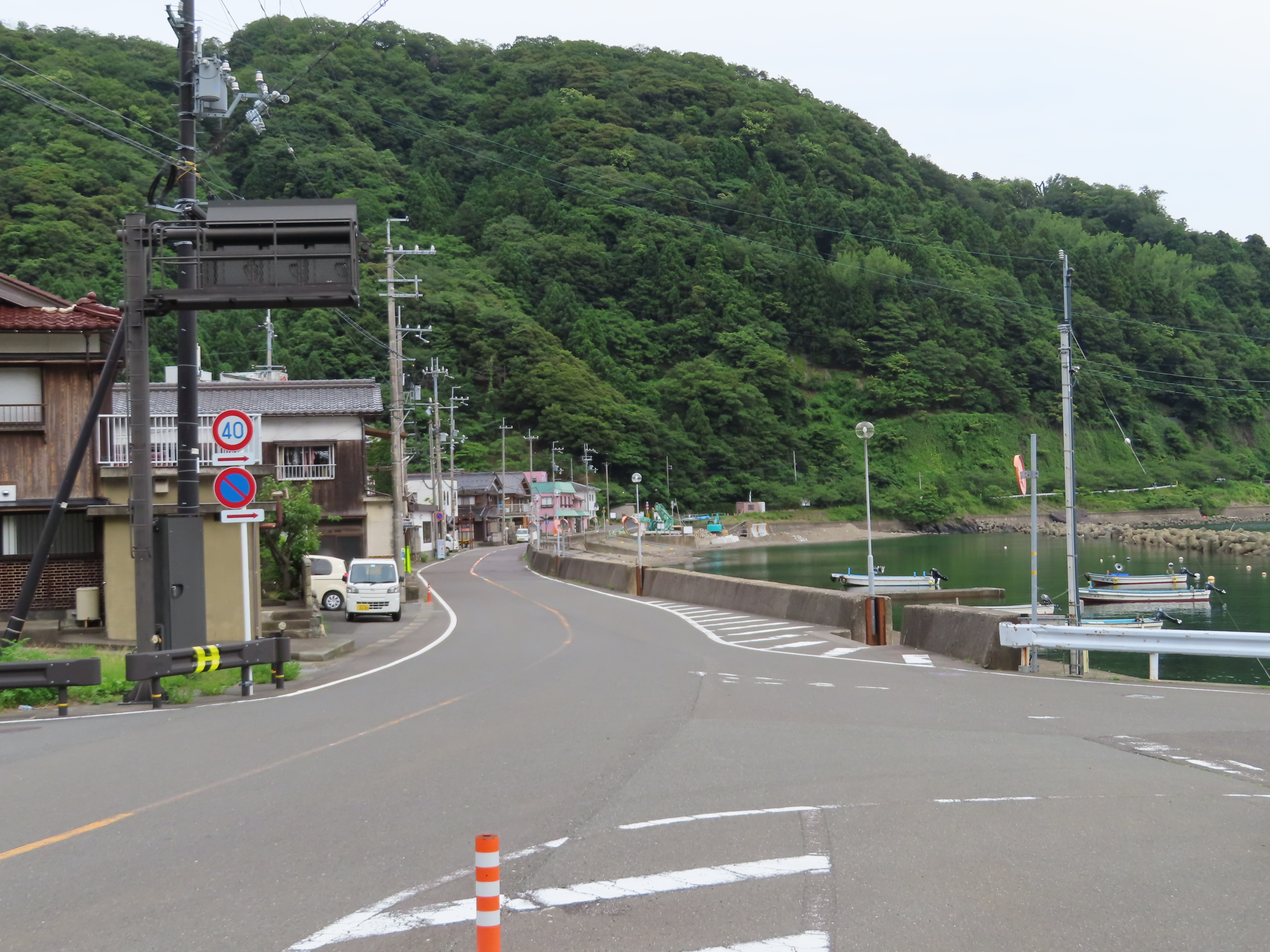
小川

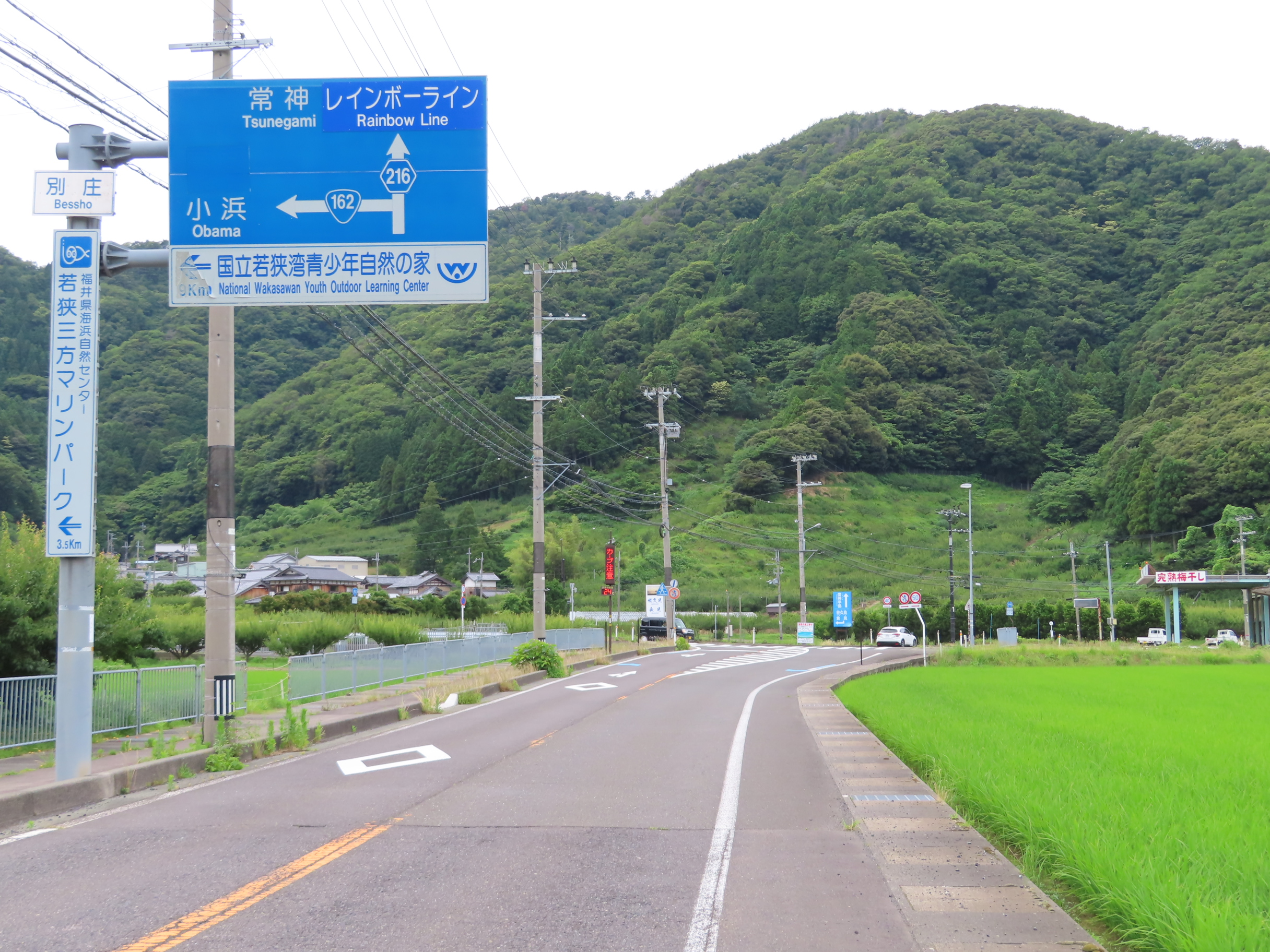
田井（別庄、国道162号交点）

## 路線概要
常神半島の西岸をクネクネとへばりつくように走るルートになっており、半島内の集落同士の連絡路としての役割を担っている。半島内には他に県道がなく、事実上この路線がライフラインとなっており、大変重要な役割を担っているといっても過言ではない。また下記するが沿線に観光地が多数あり、ここへのアクセスも重要な役割の一つとなっている。

### 路線データ
- 起点：三方上中郡若狭町常神
- 終点：同町田井交差点

## 利用状況
半島の中ほどに散在する岬には駐車スペースと屋根のある休憩所が設けられており、この休憩所からの景色が良いこともあり、ツーリングやドライブに利用する人々もまま見られる。ただこの道の起点となる集落である常神は漁業とソテツ自生最北端の地として有名なため、これらを目的として走る人々が大半といえるだろう。しかしこの県道216号はしばしば土砂崩れを起こし、片側通行となることがある。また道路幅が普通車同士で何とか離合できる程度のところもあり、さらにここに路線バスが通るので通行には注意が必要といえるだろう。もっとも現在改善工事は進んでいる。

## 沿革
- 1960年7月1日　常神 - 三方の19.6kmが県道常神三方線に認定
- 1972年　拡幅工事完了（ほぼ現在の形となる）
- 1992年　塩坂越トンネル（塩坂越 - 海山）が開通
- 2002年3月8日　小川で法面崩壊による大規模な土砂崩落が発生。長期の通行止めにより半島先端集落の神子・常神区が孤立。
- 2009年3月24日　遊子トンネル・遊子橋（遊子 - 塩坂越）が開通。遊子から終点まで片側1車線化。
- 2011年5月30日　神子地係において、法面崩壊による通行止めが発生。
- 2013年9月19日　遊子で大規模な土砂崩落が発生。小川、神子、常神三区が孤立。
- 2014年7月6日　神子トンネル開通（若狭町 神子 - 小川 L=889m）[1]
- 2023年3月11日　常神トンネル (672 m) を含む、若狭町常神 - 神子 (1.1 km) が開通[2][3]。

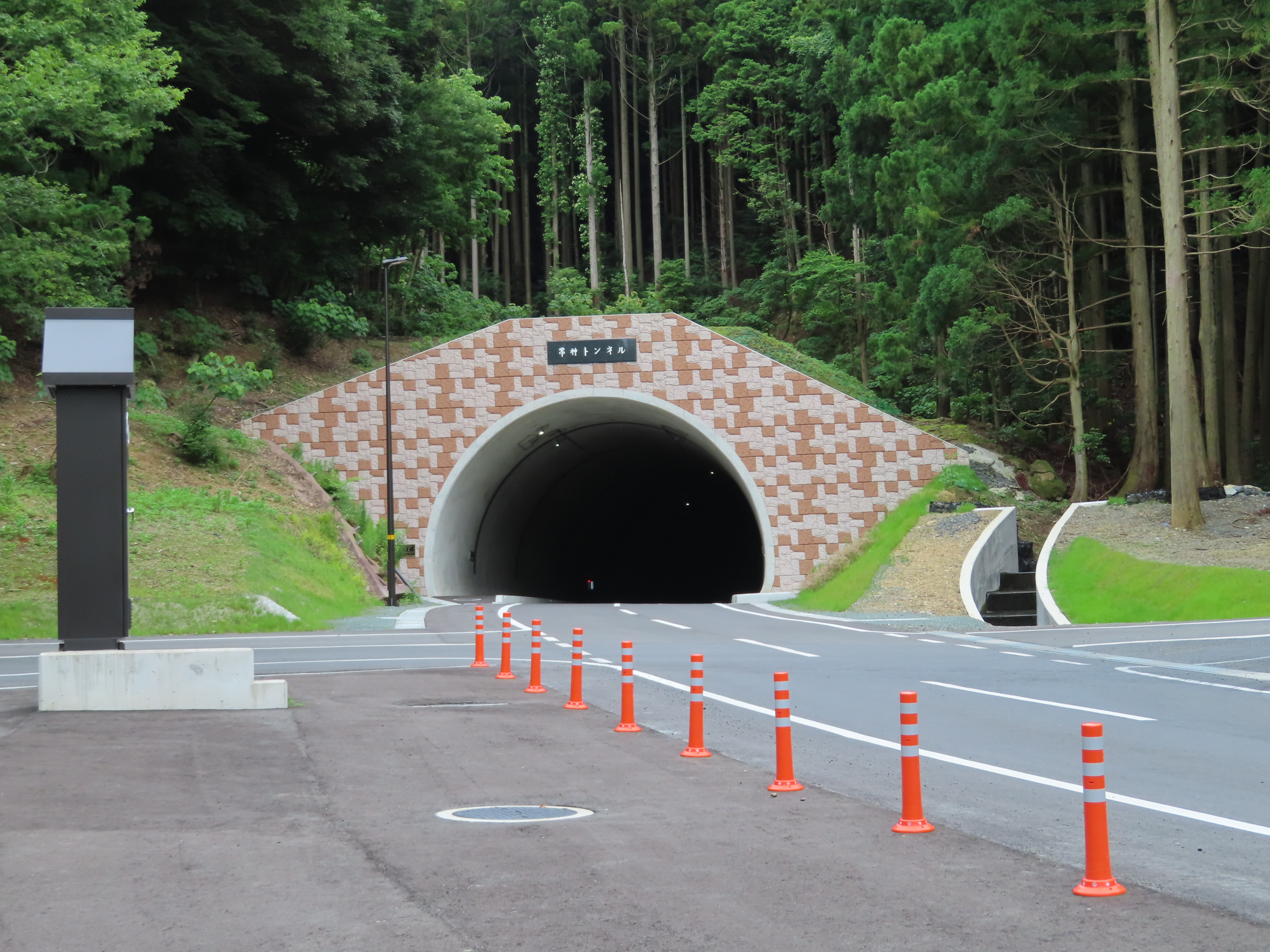
2023年開通の常神トンネル
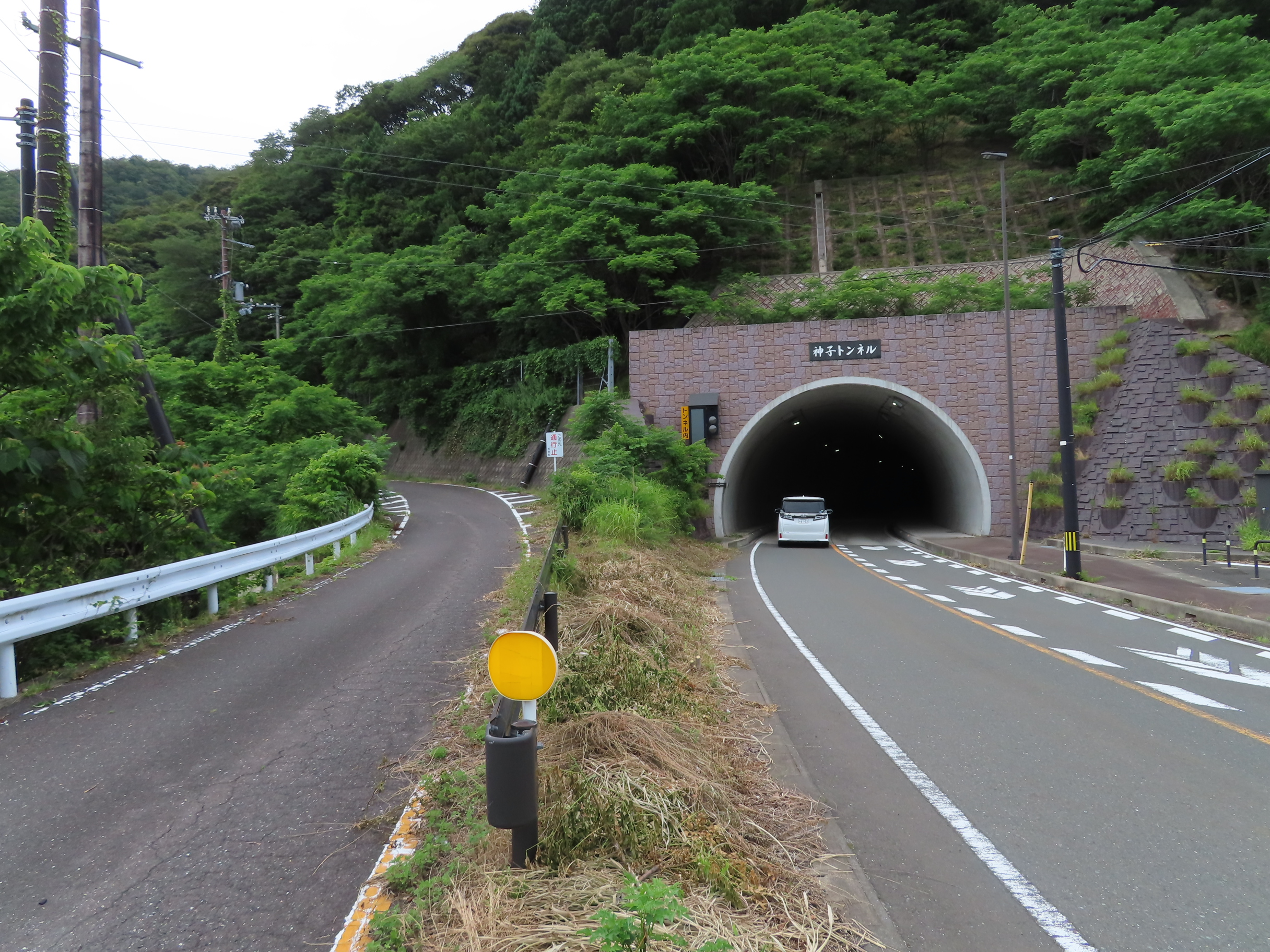
2014年開通の神子トンネル
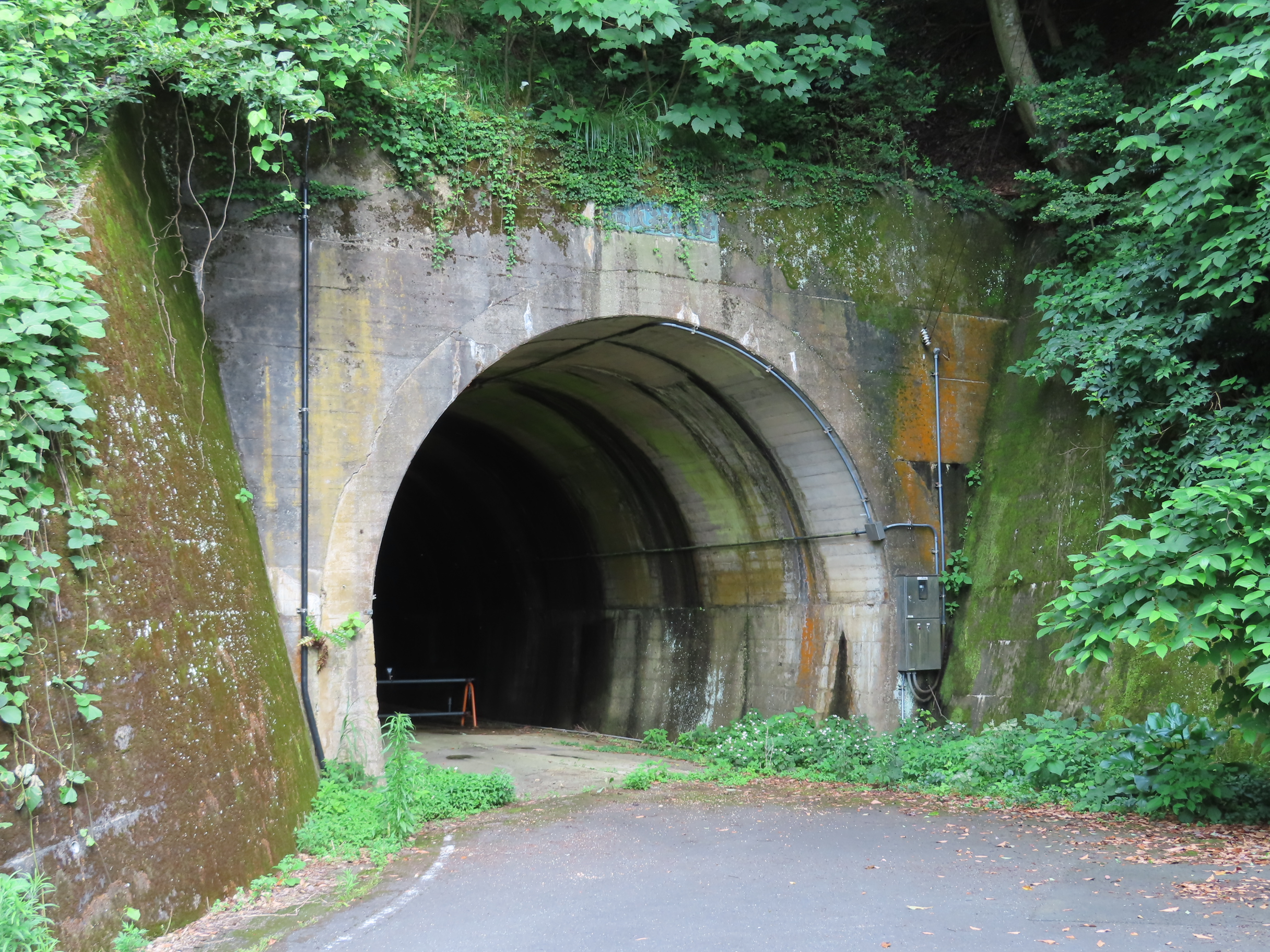
1992年の塩坂越トン　ネル開通まで現道だった塩坂越隧道。

## 地理
福井県の若狭湾国定公園内の名勝として知られる三方五湖の西岸を走ることから、国道162号とともに「日本の道100選」にも選定された三方五湖周遊道路の一部（若狭町海山 - 同町田井）を構成する。若狭町海山地区で、若狭湾や三方五湖を展望する有料道路であった、三方五湖レインボーラインと接続する。

### 交差する道路
- 国道162号（若狭町田井 / 島の内）
- 福井県道273号三方五湖レインボーライン線（若狭町海山 - 同町田井、終点で重複）

### 沿線
- 塩坂越
- 三方五湖
- 常神のソテツ
- 三方海中公園